# Cecilio Folli

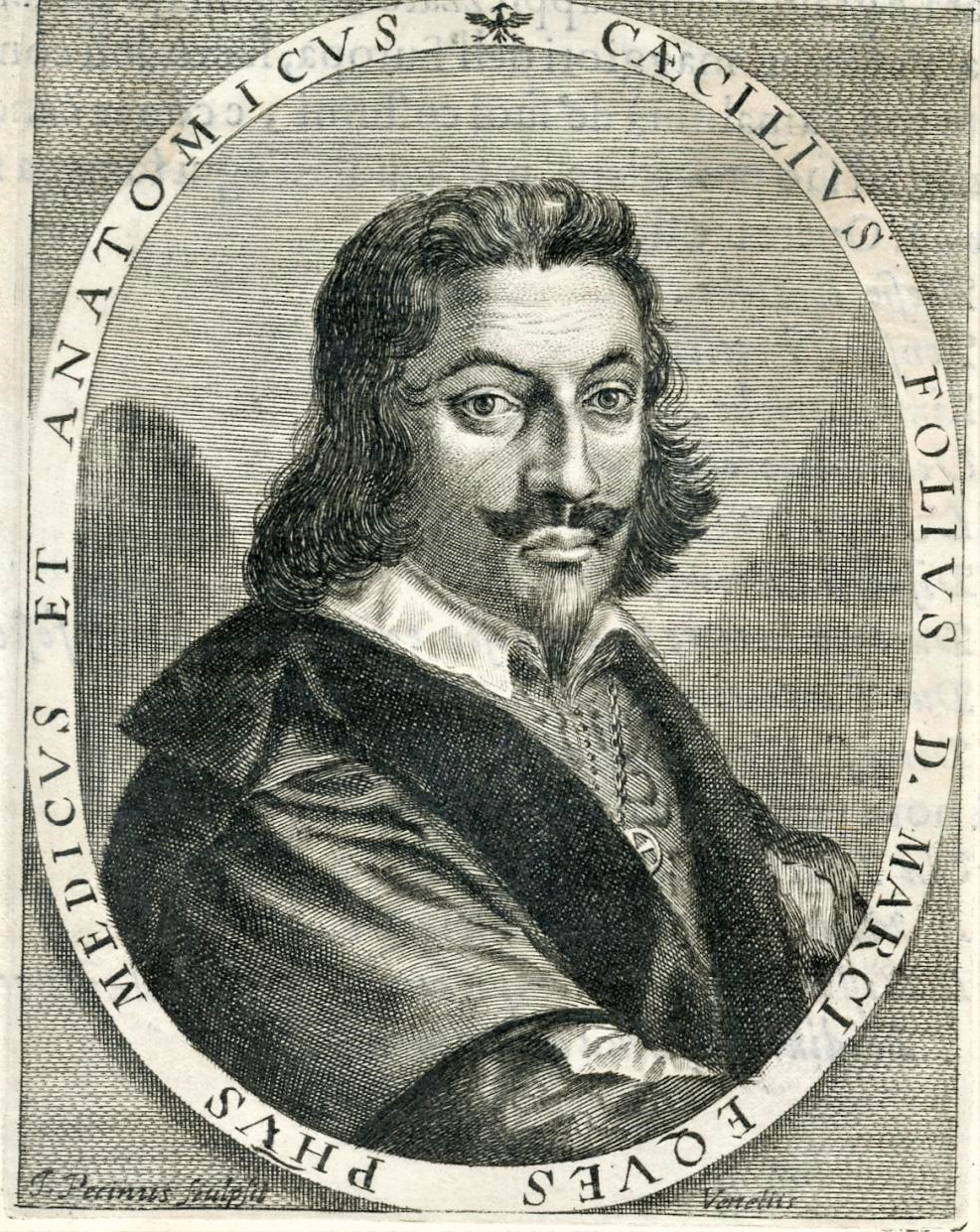
Cecilio Folli, zeitgenössischer Kupferstich von Giacomo Piccini

Cecilio Folli, auch Fuoli, latinisiert Caecilius Folius (* 1. August 1614 in Pavullo nel Frignano bei Modena; † 1682 in Venedig) war ein italienischer Anatom.

## Leben
Folli, dessen Vater schon vor seiner Geburt als Hauptmann der Republik Venedig in deren Auseinandersetzung mit den Habsburgern um Gradisca d’Isonzo gefallen war, wuchs bei seinem Onkel  Giambattista Folli, dem Stadtphysicus (protomedico) von Venedig auf. Hier erhielt er auch seine Schulbildung. Bei der Pest 1630 assistierte er seinem Onkel und redigierte den offiziellen Bericht Vero racconto di tutto quello è occorso l'anno 1630 nel contagio pestilente che disertò l'inclita città di Venezia.
Danach studierte er Humanmedizin an der Universität Padua; bei Johannes Wesling spezialisierte er sich in der Anatomie. Nach seiner Promotion zum Dr. med. kehrte er nach Venedig zurück.
Er erfreute sich der Förderung durch seinen Onkel und den Dogen Francesco Erizzo und wurde zum Ritter des Markusordens ernannt.
Schon 1636 wurde er Professor der Anatomie (Lettore di anatomia), 1650 als Nachfolger seines Onkels Stadtphysicus (protomedico della Sanità). Seit 1638 im Vorstand des Medizinischen und Chirurgischen Kollegiums der Republik Venedig, war er in den Jahren 1652 und 1671 dessen Vorsitzender (priore del Collegio Chirurgico).
1671 entstand unter seiner Leitung ein neues Anatomisches Theater auf dem Campo San Giacomo dall’Orio in Venedig, das jedoch 1800 mitsamt seiner Bibliothek, dem Archiv und einer Büste Follis durch ein Feuer zerstört wurde.

## Wirkung
Folli hinterließ drei relativ schmale Werke, die sich jedoch durch ihre für die Zeit sehr präzisen Beobachtungen und Zeichnungen auszeichneten.
In seiner Dissertation von 1639 beschrieb er ein persistierendes foramen ovale im Herz, das er bei einer Sektion 1637 festgestellt hatte. Er hielt den Atriumseptumdefekt allerdings nicht für einen Defekt und zog daraus den falschen Schluss, dass William Harveys damals relativ neue Zirkulationstheorie nicht stimme. So blieb er bei der traditionellen und durch Harvey widerlegten Sicht Galens.

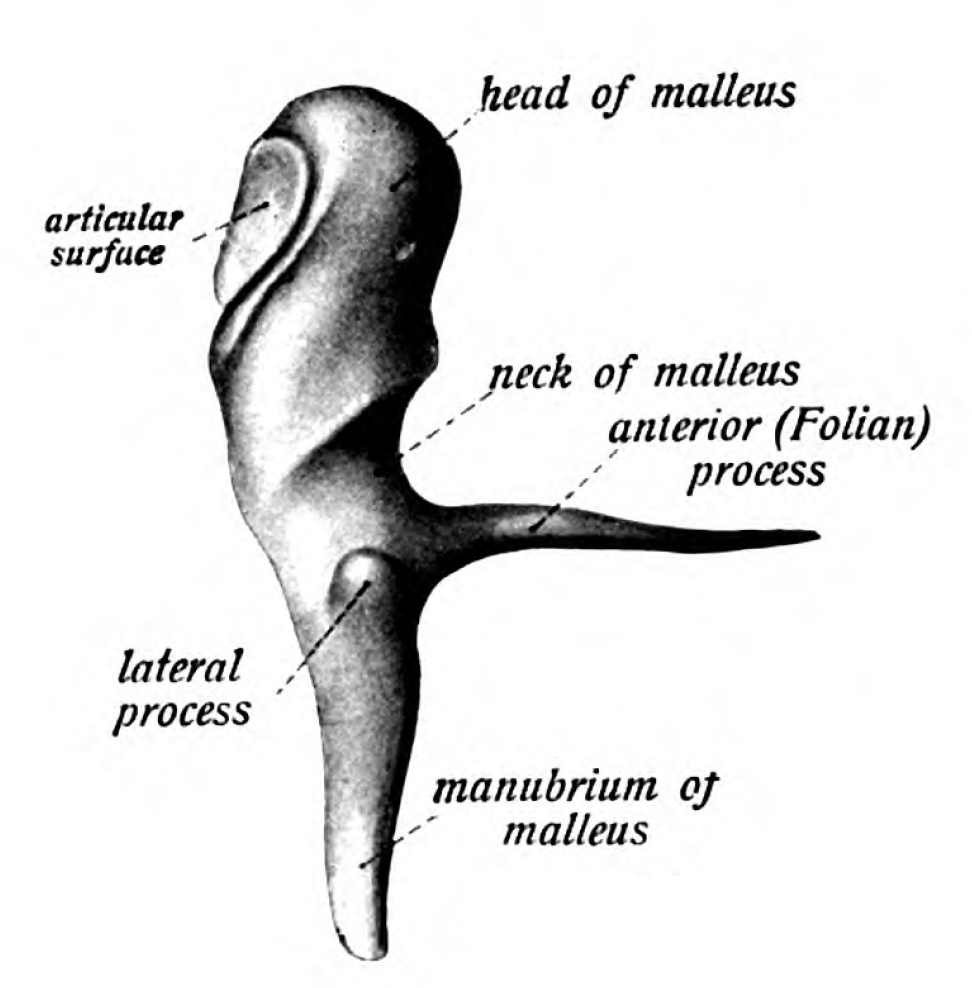
Zeichnung des Hammers (1909) mit processus Folii (rechts)

Seine kurze, berühmte Nova auris internae delineatio von 1645 (zwei Seiten Widmung an Thomas Bartholin, drei Seiten Erklärungen und eine Tafel) bot erstmals genaue Zeichnungen und Beschreibungen der inneren Teile des menschlichen Ohrs, so der Bogengänge. Der processus anterior, ein Fortsatz des Hammers im Ohr, wurde hier zum ersten Mal gezeichnet und beschrieben; er wurde daher auch später processus Folii genannt.

## Werke
- Sanguinis A Dextro In Sinistrum Cordis Ventriculum Defluentis Facilis Reperta Via, Cvi Non Vvlgaris In Lacteas Nuper patefactas Venas animaduersio præponitur.

Digitalisat, Stadtbibliothek Lübeck
- Nachdruck als Teil von: Quatuor luculentorum opusculorum anatomicorum fasciculus. Leyden: Verbeek 1723
- Discorso anatomico nel quale si contiene una nuova opinione sopra la generazione e l'uso della pinguedine. Venedig 1644

Digitalisat
- Nova auris internæ delineatio. Venedig 1645

Digitalisat, Staats- und Stadtbibliothek Augsburg